# HD 50064
HD 50064 är en ensam stjärna belägen i den mellersta delen av stjärnbilden Enhörningen. Den har en  skenbar magnitud av ungefär 8,21 och kräver åtminstone en stark handkikare eller ett mindre teleskop för att kunna observeras. Den beräknas befinna sig på ett avstånd av mer än 10 000 ljusår (>2 900 parsek) från solen. Även om den skenbart ligger ganska nära den öppna stjärnhopen NGC 2301 är den mycket längre bort och ingår inte i stjärnhopen. Den ligger på mer än det dubbla avståndet i förhållande till NGC 2301.

## Egenskaper
HD 50064 är en blå till vit superjättestjärna av spektralklass B6 Ia, som visar Hα-emissionslinjer med P Cygni-profil, vilket tyder på en pågående massförlust genom en kraftig stjärnvind. Den har en massa som är ca 45 solmassor, en radie som är lika med ca 200 solradier och har ca 1 260 000 gånger solens utstrålning av energi från dess fotosfär vid en effektiv temperatur på ca 13 500 K.
HD 50064 visar halvregulbundna pulseringar med liten amplitud. En dominerande period på 37 dygn har tolkats som en speciell oscillation och användes för att beräkna stjärnans fysiska struktur. Den är bland de ljusaste stjärnorna i Vintergatan och pulseringarna och dess spektrum liknar dem för lysande blåa variabler (LBV). Den måttliga massförlusten tyder på att den är en LBV som pulserar och skapar ett omgivande skal.